# Ludovico Manin

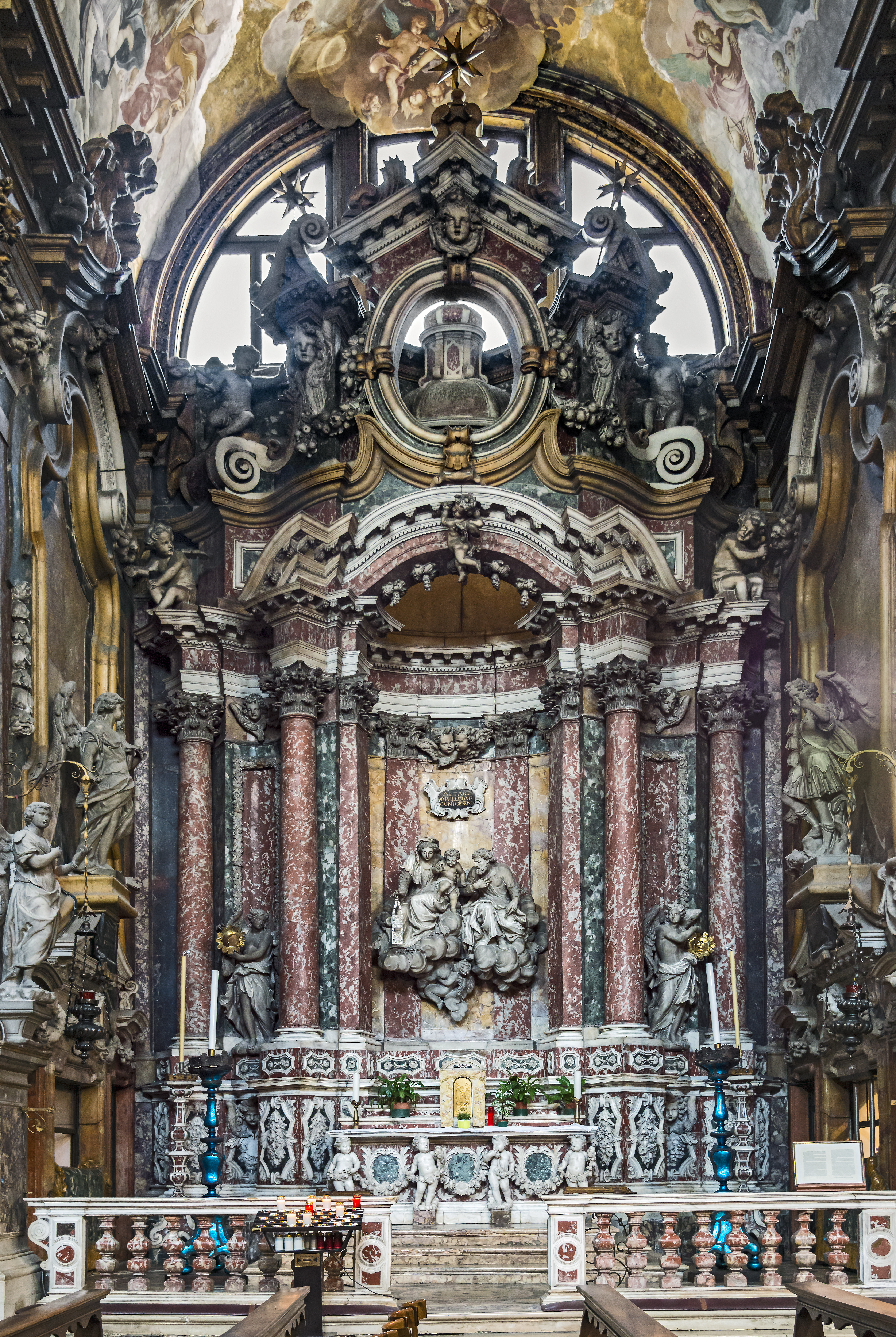
Hrob Ludovica Manina (kostel S. Maria degli Scalzi, Benátky)

Ludovico Manin (14. května 1725 – 24. října 1802) byl 120. a poslední benátský dóže. Vystudoval právo v Bologni, byl postupně zvolen starostou (capitano) ve Vicenze, ve Veroně a v Brescii a roku 1789 byl zvolen dóžetem. Vládl až do roku 1797, kdy sice kladl odpor francouzskému loďstvu, nakonec se ale vzdal a Napoleonem Bonapartem byl přinucen abdikovat.

## Původ
Pocházel z rodiny, kterou britský král Eduard III. roku 1362 povýšil do šlechtického stavu s titulem "hrabě z Canterbury". Roku 1526 ji císař Karel V. povýšil mezi rakouskou šlechtu a rodina hrabat Maninů sídlila zprvu ve Furlansku (Friuli). Roku 1651 si rodina za 100 tisíc dukátů koupila členství v benátské šlechtě. Rodině patřila honosná Villa Manin s parkem v Codroipo u Udine, kde Ludovico po své abdikaci dožil.

## Život a kariéra
Ludovico Manin prošel typickou kariérou starosty v několika městech a ve svých 39 letech byl zvolen prokurátorem baziliky Svatého Marka, což byla velmi prestižní, ale ryze čestná funkce. Z jeho manželství s Alžbětou Grimani nevzešli žádní potomci. Dóžetem byl zvolen roku 1789, krátce před Francouzskou revolucí. Když roku 1795 vpadl Napoleon do Itálie a vznikla první protifrancouzská koalice, zůstaly Benátky neutrální. Přesto je v dubnu 1797 oblehlo francouzské loďstvo a Benátčané sice jednu z lodí potopili, ubránit se však nemohli. 16. května 1797 tak poprvé v historii stálo na náměstí Svatého Marka cizí vojsko a podle předchozí tajné dohody připadlo Benátsko, Dalmácie a Istrie Rakousku. Ludovico Manin musel abdikovat a zbytek života dožil ve Ville Manin.